# Gertruda Uścińska
Gertruda Uścińska (ur. 23 stycznia 1958) – polska prawniczka i politolog, profesor nauk społecznych, profesor Uniwersytetu Warszawskiego, wykładowczyni Wydziału Nauk Politycznych i Studiów Międzynarodowych Uniwersytetu Warszawskiego, w latach 2016–2024 prezes Zakładu Ubezpieczeń Społecznych.

## Życiorys
W 1981 ukończyła studia prawnicze na Wydziale Prawa i Administracji Uniwersytetu Śląskiego w Katowicach. W 1987 uzyskała w Instytucie Pracy i Spraw Socjalnych stopień naukowy doktora nauk prawnych. W 2006 została na Uniwersytecie Warszawskim doktorem habilitowanym nauk humanistycznych w zakresie nauk o polityce specjalność polityka społeczna na podstawie dorobku naukowego oraz rozprawy pt. Świadczenia z zabezpieczenia społecznego w regulacjach międzynarodowych i polskich. Studium porównawcze. 17 lipca 2015 otrzymała tytuł naukowy profesora nauk społecznych.
Zawodowo związana z Instytutem Pracy i Spraw Socjalnych, a od 1989 również z Uniwersytetem Warszawskim. Została wykładowczynią w Instytucie Polityki Społecznej UW. Objęła stanowiska profesorskie w obu tych instytucjach. Była również prodziekanem do spraw studenckich Wydziału Dziennikarstwa i Nauk Politycznych UW. Członkini Komitetu Nauk o Pracy i Polityce Społecznej Polskiej Akademii Nauk, w kadencji 2020–2023 przewodnicząca tego komitetu.
11 lutego 2016 została powołana na stanowisko prezesa Zakładu Ubezpieczeń Społecznych. Została wybrana na przewodniczącą komitetu sterującego komisji technicznej Międzynarodowego Stowarzyszenia Zabezpieczenia Społecznego (ISSA) do spraw ubezpieczeń z tytułu starości, niezdolności do pracy i śmierci żywiciela. Powoływana również w skład biura zarządzającego stowarzyszeniem.
W listopadzie 2019 w Genewie podczas debaty z okazji stulecia Międzynarodowej Organizacji Pracy przedstawiła doświadczenia Polski we wdrażaniu systemów ochrony socjalnej. Powołano ją w skład Rady do spraw Społecznych w ramach Narodowej Rady Rozwoju. W latach 2023–2024 zasiadała w radzie nadzorczej Banku Gospodarstwa Krajowego. 10 stycznia 2024 została odwołana ze stanowiska prezesa Zakładu Ubezpieczeń Społecznych. W lipcu tego samego roku została pełniącą obowiązki rektora Szkoły Głównej Mikołaja Kopernika.

## Odznaczenia i wyróżnienia
W 2018 odznaczona Złotym Krzyżem Zasługi, a w 2022 Krzyżem Komandorskim Orderu Odrodzenia Polski. W 2023 otrzymała Odznakę Honorową Zasłużonego dla Bezpieczeństwa w Górnictwie.
Odnotowywana w rankingu 50 najbardziej wpływowych polskich prawników „Dziennika Gazety Prawnej”, m.in. w 2016 zajęła 15. miejsce, natomiast w 2020 umieszczono ją na 3. miejscu.
Wyróżniona m.in. medalem „Virtus Est Perfecta Ratio”, a także dyplomem uznania Związku Banków Polskich oraz Centrum Prawa Bankowego i Edukacji za zasługi na polu edukacji ekonomicznej. Kierowany przez nią ZUS za wdrażanie nowych technologii informatycznych w strategie funkcjonowania Zakładu Ubezpieczeń Społecznych został wyróżniony Polską Nagrodą Innowacyjności nadawaną przez Polską Agencję Przedsiębiorczości.
Dwukrotnie wyróżniona nagrodą „Gospodarcza Osobowość Roku” przez Federację Przedsiębiorców Polskich – w 2020 (co motywowano m.in. działaniami związanymi w okresie pandemii COVID-19) oraz w 2021 (co uzasadniano wsparciem przedsiębiorców w czasie pandemii oraz realizację transformacji cyfrowej w kierowanej instytucji).
W 2021 otrzymała Nagrodę im. Władysława Grabskiego przyznawaną przez Konfederację Lewiatan. W 2024 wyróżniona przez Związek Powstańców Warszawskich odznaczeniem okolicznościowym z okazji 80. rocznicy powstania warszawskiego.